# 富士フーズ
富士フーズ株式会社（ふじフーズ）とは、日本における外食関連企業の一つである。お弁当企画事業「お弁当.TV」を立ち上げ東京都を発信地にお弁当企画・製造で全国展開を目指し活動している。キャッチコピーは、「食を通し、社会に貢献するグループを目指します」。

## 沿革
- 1985年12月12日 有限会社富士フーズとして東京都八王子市左入町に設立。
- 1993年 3月2日 関連会社であるフードスタッフ株式会社設立
- 1993年 3月28日 日配弁当・お持ち帰り弁当店を神奈川県相模原市にて開業する。
- 1998年 4月 F商品発表。当社の開発商品 であるFブランド（ゾウさんマーク）が開始となる。
- 2000年 1月 株式会社に組織変更。物流事業部を開設する。
- 2000年 8月24日 「食卓の王様コロッケ」の販売を開始する。
- 2001年 1月 「王様ランチ」を発表する。
- 同年2月11日 株式会社富士フーズおよびフードスタッフ株式会社を東京都八王子市石川町に本社を移転。
- 同年10月 東京都八王子市にて「健康食堂」1号店を開業。
- 2004年 4月24日 越谷営業所を開設する。
- 同年6月1日 八王子営業所を開設する。
- 2005年 1月20日 最新受発注センターを開設する。
- 同年7月1日 亀戸営業所を開設する
- 同年7月11日 さくら営業所開設
- 同年12月12日 創立20周年記念行事が開催される。
- 2006年4月1日 「うちゅうきゅうしょく」、最新企画事業を開始。
- 同年9月25日 お問い合わせ受注センターを開設する。
- 同年10月1日 市川営業所を開設する。
- 2005年 1月20日 最新受発注センターを開設する。
- 2007年 8月24日 お弁当テレビ株式会社設立（ＷＥＢによる喫食者に対するサービス提供開始）
- 2008年 6月1日 越谷営業・市川営業所を統合し、葛飾営業所を開設
- 2008年 12月12日 富士フーズ株式会社へ社名変更
- 2010年 5月3日 東京都八王子市新町に本社移転

## 本社および営業所の所在地
- 本社・営業所・サポートセンター
  - 東京都八王子市新町1-5
- 物流事業部 秀便物流センター
  - 東京都八王子市北野町559-6東部冷蔵食品内
- 葛飾営業所